# Thymaris kansensis
Thymaris kansensis är en stekelart som först beskrevs av Charles Thomas Brues 1907.  Thymaris kansensis ingår i släktet Thymaris och familjen brokparasitsteklar. Inga underarter finns listade i Catalogue of Life.